# Континентальная полихромная керамика
Континентальная полихромная керамика, англ. Mainland polychrome pottery — особый стиль керамики, существовавший в начале позднеэлладского периода в материковой Греции. По своему исполнению данная керамика резко отличалась от существовавшей в тот же период Минийской керамики, не имевшей росписи.
В ранних публикациях появление КПК относили к концу среднеэлладского периода, однако согласно современным данным, она возникла на начальных стадиях позднеэлладского периода. Помимо материковой Греции, образцы данной керамики также встречались на Кикладах.